# Att bli och vara
Att bli och vara är en roman skriven av Jan Myrdal som utgavs 1956.

## Handling
Boken kan beskrivas som ett dopp i den trotsiga 1950-talsungdomen, där man får följa bokens huvudperson Göte i färd med att frigöra sig från samhällets givna former. Boken är en vandring bland fyllor och slagsmål, om att inte bli som alla andra, och så lite förälskelse också – en generationsroman.